# Robert K. Merton

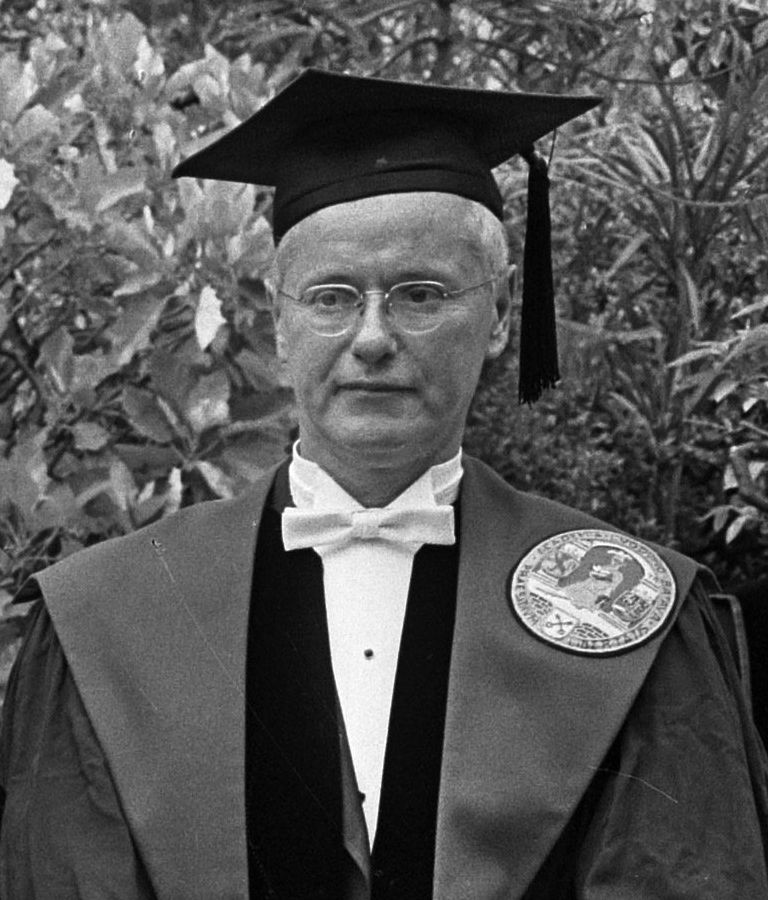
Robert K. Merton (1965)

Robert King Merton (* 4. Juli 1910 in Philadelphia, Pennsylvania als Meyer Robert Schkolnick; † 23. Februar 2003 in New York) war ein US-amerikanischer Soziologe. Er war der 47. Präsident der American Sociological Association.

## Leben
Robert K. Merton wurde am 4. Juli 1910 in Philadelphia als Meyer Robert Schkolnick in eine Familie Jiddisch-sprechender russischer Juden, die 1904 in die USA ausgewandert waren, geboren. Merton studierte ab 1927 an der Temple University bei George E. Simpson. Ab 1931 war er Forschungsassistent bei Pitrim A. Sorokin an der Harvard-Universität, wo er danach bis 1937 lehrte. 1938 wurde er Professor an der Tulane University und 1941 an der Columbia University, wo er 1963 Giddings Professor für Soziologie wurde und 1974 den Rang eines University Professor erhielt. 1942 bis 1971 war er dort Associate Director des Bureau of Applied Social Research. 1979 ging er in den Ruhestand. 1984 zog er sich aus der Lehre zurück. Er war außerdem Adjunct Professor an der Rockefeller University und war an der Russell Sage Foundation tätig.
Merton ist Vater (aus erster Ehe mit Suzanne Carhart, die 1934 geschlossen und 1968 geschieden wurde und aus der auch zwei Töchter stammen) von Robert C. Merton, dem Wirtschafts-Nobelpreisträger von 1997. In zweiter Ehe war er ab 1993 mit der Soziologin Harriet Zuckerman verheiratet.

## Lehre
Merton versuchte, die Statik des Parsons’schen Strukturfunktionalismus durch eine Betonung der Dynamik sozialer Prozesse zu überwinden.
Er prägte unter anderem die Begriffe selbsterfüllende Prophezeiung (englisch self-fulfilling prophecy), Focus Group, Rollenmodell (role model), Matthäuseffekt (unter starker Mitwirkung seiner Frau), unbeabsichtigte Folgen und Wissenskommunismus und rief das Gleichnis Auf den Schultern von Riesen wieder in Erinnerung.
Bekannt geworden ist Merton für seine Position, dass der Soziologie zur Entwicklung von Großtheorien (grand theories) die empirische Grundlage fehle. Dementsprechend plädierte er dafür, sich auf Theorien mittlerer Reichweite zu konzentrieren, bei denen die Theoriegenerierung mit einer empirischen Fundierung verknüpft werden kann.

### Merton-These
Merton begann seine wissenschaftliche Laufbahn mit einem wichtigen Beitrag sowohl zur Religionssoziologie als auch zur Soziologie der Naturwissenschaften. Er entwickelte 1938 in seinem ersten Buch Science, Technology and Society in 17th-Century England die nach ihm benannte Merton-These (engl. Merton Thesis). Sie besteht aus zwei unabhängigen Teilen. Erstens, die These ist eine Theorie, der zufolge Veränderungen in den Naturwissenschaften durch eine Anhäufung von Beobachtungen sowie von verbesserten experimentellen Techniken und methodischen Ansätzen verursacht werden. Zweitens, die These argumentiert, dass die naturwissenschaftliche Revolution im 17. und 18. Jahrhundert im Wesentlichen vom Protestantismus, insbesondere englischen Puritanern und deutschen Pietisten, getragen wurde. In späteren Publikationen baute Merton seine These weiter aus und verteidigte sie gegen Kritik.

### Echte und unechte Wissenschaft
Mitte der 1930er Jahre zeigte sich Merton beunruhigt vom Phänomen des Nationalsozialismus und besonders von der Bereitschaft deutscher Wissenschaftler, sich in den Dienst des NS-Regimes zu stellen. Daher versuchte er in einer Vorlesung aus dem Jahr 1937 („Science and the Social Order“) und einem Essay aus dem Jahr 1942 („Science and Democratic Social Structure“) die Autonomie der Wissenschaft gegen „anti-intellektuelle“ und „unethische“ staatliche und parteigetragene Angriffe intellektuell zu verteidigen und entwarf das Bild der Wissenschaft als einer sozialen Institution, die sich durch eigene ethische Maximen selbst kontrollieren kann. Dabei sei anzunehmen, dass eine so verfasste Wissenschaft in demokratischen und liberalen Gesellschaften am erfolgreichsten ist, sowohl was den Wissensaufbau als auch den Erhalt ihrer selbst als teilautonome soziale Institution angeht. Vier institutionelle Imperative zeichnen nach Merton eine sich selbst erhaltende Wissenschaft als soziale Institution aus:
1. Universalismus (universalism)
Die Bewertung wissenschaftlicher Forschung muss unabhängig von der Person oder den sozialen Attributen des verantwortlichen Wissenschaftlers erfolgen. Das heißt, dass Ethnie, Nationalität, Religion, sozialer Stand und persönliche Eigenschaften des Forschers nicht herangezogen werden dürfen, um dessen Forschungen zu diskreditieren oder um deren Glaubwürdigkeit zu unterstreichen. (Dieses Prinzip wandte sich vor allem gegen den Ausschluss der Juden aus dem deutschen Wissenschaftsbetrieb.)
2. Kommunismus (communism)
Die Ergebnisse wissenschaftlicher Wissensproduktion sind das Produkt kollektiver kooperativer Anstrengungen, und sie stehen grundsätzlich allen Mitgliedern der Wissenschaftsgemeinschaft jederzeit zur freien Verfügung.
3. Uneigennützigkeit (disinterestedness)
Antriebsfeder echter Wissenschaft ist nicht Eigennutz, sondern die Leidenschaft zu wachsender Erkenntnis, Neugier im positiven Sinne und altruistisches Interesse am Wohlergehen der Menschheit.
4. Organisierter Skeptizismus (organized scepticism)
Sowohl in den Forschungsmethoden wie in der institutionellen Absicherung der Forschung muss gewährleistet sein, dass ein abschließendes Urteil erst gefällt wird, wenn alle nötigen Fakten zur Verfügung stehen.

Diese Charakteristika, nach den englischen Anfangsbuchstaben auch CUDOS-Prinzipien genannt, hatten insbesondere in Großbritannien und den USA Einfluss auf die extrem negative Wahrnehmung der deutschen Wissenschaft der NS-Zeit, die in ihrer Gesamtheit als „unethisch“ oder sogar als „wertlos“ verworfen wurde. Das stand allerdings keineswegs im Widerspruch zu dem bereits während des Zweiten Weltkrieges zu Tage tretenden Interesse aller alliierten Kriegsparteien, nach fachlicher Fähigkeit ausgewählter deutscher Naturwissenschaftler und Ingenieure habhaft zu werden, um von deren Erkenntnissen technologisch, wirtschaftlich und militärisch zu profitieren (siehe Operation Overcast).

### Anomietheorie
Merton ist zudem der Begründer einer kriminologisch bedeutenden Kriminalitätstheorie, der sogenannten Anomietheorie (1938 erstmals formuliert). Dabei geht er von einem Widerspruch zwischen den als legitim erkannten kulturellen Zielen einer Gesellschaft (etwa Konsum in Verbindung mit Statussymbolen) und der ungleichen Verteilung der Mittel (etwa Geld, Einfluss, Beziehungen), mit denen diese Ziele zu erreichen sind, aus. In einer solchen Situation entsteht Anomie, auf die nach Merton in fünf Weisen reagiert werden kann.
- Konformität: Kulturelle Ziele werden akzeptiert, die legalen Mittel zur Erreichung sind vorhanden.
- Innovation: Kulturelle Ziele werden akzeptiert, die Mittel zur Erreichung sind nicht vorhanden und werden durch illegale Mittel ersetzt (Folge: Kriminalität).
- Ritualismus: Kulturelle Ziele werden akzeptiert, aber individuelle werden reduziert, damit die legalen Mittel zu ihrer Erreichung genügen.
- Rückzug: Kulturelle Ziele wie auch legale Mittel werden abgelehnt (Folge: Selbst- oder Fremdexklusion).
- Rebellion: Kulturelle Ziele und legale Mittel werden aufgegeben und sollen durch neue ersetzt werden.

### Serendipity
Auf die Arbeiten von Merton geht die Verbreitung des Begriffes Serendipity vor allem in wissenschaftlichen Kreisen zu großen Teilen zurück. Er stellte 1949 sein Konzept des serendipity pattern bei der empirischen Forschung in seinem Werk  Social Theory and Social Structure – Toward the Codification of Theory and Research vor – als Beobachtung eines unvorhergesehenen, anomalen und strategischen Faktums, das zum Anlass für die Entwicklung einer neuen Theorie wird. Nach Riccardo Campa verfasste Merton gemeinsam mit E.G. Barber ein unveröffentlichtes Manuskript, was er 1958 vollendete, aber bereits mehrfach vorab erwähnte - auch in seinem Werk On the Shoulder of Giants (1965). Nach Barbers Tod wurde das Manuskript zunächst auf Italienisch 2002 publiziert und nach Merton Tod erschien 2004 auch die englischsprachige Version unter dem Titel The Travels and Adventures of Serendipity: A Study in Sociological Semantics and the Sociology of Science.

## Ehrungen
Merton war mehr als zwanzigfacher Ehrendoktor (unter anderem Columbia University, Chicago, Oxford, Harvard, Yale, Hebrew University, Leiden). 1962 war er Guggenheim Fellow und 1983 war er MacArthur Fellow. 1994 erhielt er die National Medal of Science. Er war Mitglied der American Academy of Arts and Sciences (1950), der National Academy of Sciences, der Academia Europaea, der American Philosophical Society und der Königlich Schwedischen Akademie der Wissenschaften und war korrespondierendes Mitglied der British Academy. 1982 erhielt den John Desmond Bernal Prize der Society for Social Studies of Science.
1990 wurde die Robert K. Merton Professur für Sozialwissenschaften an der Columbia University nach ihm benannt.

## Publikationen
- 2003: The Travels and Adventures of Serendipity: A Study in Sociological Semantics and the Sociology of Science (mit Elinor Barber). Princeton University Press, ISBN 0-691-11754-3
- 1993: (1965) On the Shoulders of Giants: A Shandean Postscript: The Post-Italianate Edition (mit Umberto Eco und Denis Donoghue). University of Chicago Press; Reprint edition, ISBN 0-226-52086-2.
- 1985: Entwicklung und Wandel von Forschungsinteressen. Aufsätze zur Wissenschaftssoziologie. Mit einer Einleitung von Nico Stehr. Suhrkamp Verlag, Frankfurt am Main, ISBN 3-518-57710-7.
- 1976: Sociological Ambivalence and other Essays. The Free Press, New York, ISBN 0-02-921120-4.
- 1973: The Sociology of Science. Theoretical and Empirical Investigations. University of Chicago Press, Chicago, ISBN 0-226-52091-9.
- 1968: The Matthew effect in science. In: Science, 159, S. 59–63
- 1968: Sozialstruktur und Anomie. In: F. Sack, R. König (Hrsg.): Kriminalsoziologie. Frankfurt am Main, S. 283–313.
- 1965: On the shoulders of giants (siehe 1993)
  - (deutsche Ausgabe) Auf den Schultern von Riesen. Ein Leitfaden durch das Labyrinth der Gelehrsamkeit. Syndikat, Frankfurt 1980, ISBN 3-8108-0128-3; auch: Suhrkamp (suhrkamp taschenbuch wissenschaft), zuletzt 3. Auflage, Frankfurt a. M. 2010
- 1949: Social Theory and Social Structure. Toward the codification of theory and research, Glencoe: Ill. (Revised and enlarged edition 1959)
- 1946: Mass Persuasion. The Social Psychology of a War Bond Drive. Harper & Brothers Publishers, New York.
- 1938: Science, Technology and Society in 17th-Century England